# 康王 (馬韓)
康王（こうおう、または韓卓、? - ?）は、第2代馬韓王。王在位期間は、紀元前193年 - 紀元前189年。諡は康王（朝鮮語: 강왕）。諱は卓（朝鮮語: 탁）。王位は安王（龕）が継承。